# (342) Endymion
(342) Endymion – planetoida z grupy pasa głównego asteroid okrążająca Słońce w ciągu 4 lat i 43 dni w średniej odległości 2,57 j.a. Została odkryta 17 października 1892 roku w Landessternwarte Heidelberg-Königstuhl, w Heidelbergu przez Maxa Wolfa. Nazwa planetoidy pochodzi od Endymiona, który był kochankiem bogini Selene w mitologii greckiej. PRzed jej nadaniem planetoida nosiła oznaczenie tymczasowe (342) 1892 K.